# 스토크속
스토크속(아라세이트우 속편, 학명 Matthiola)은 배추과의 속의 하나. 마티올라속이라고도 한다.
이 속명은 시에나의 의사이자 박물학자였던 피에트로 안드레아 마티올리(Pietro Andrea Mattioli)에 명명되었다.
이 속에는 48종이 포함된다. 목본 또는 초본. 마데이라 제도와 카나리아 제도, 남유럽, 북아프리카, 서아시아에 자생한다.
본속의 식물을 총칭해 스토크(stock)라고 부르기도 한다 다만, 버지니아 스토크(영어: Virginia stock, Malcolmia maritima)는 스토크속이 아니고, 같은 배추과의 말코르미아속이다.

## 재배종
다음의 2종이 재배되고 있다.
- 스토크 Matthiola incana 영명 가든 스토크(garden stock)
- 밤향스토크 Matthiola longipetala (= Matthiola bicornis) 영명 나이트센티드 스토크(night-scented stock)

### 스토크
단지 스토크라고 하면 대부분은 이 종류의 것이다.
남유럽 원산으로 원산지에서는 여러해살이풀이지만, 일본에서는 가을에 씨뿌리기 한해살이풀로서 취급한다. 개화기는 이른 봄~봄. 화단에 심는 것 외, 꽃꽃이용 꽃가지로 되는 것이 많다. 서양에서는 옛부터 향기가 강한 식물(장미, 제비꽃, 백합 등)이 선호되어 왔지만, 가든 검댕 떡도 이와 같이 좋은 향기를 가지고 있다.
일본에서는 주로 절화로서 재배되고 있는 것과 화단에 심는 것으로 나누어져 있다. 절화의 경우는, (꽃의) 천엽의 꽃이 선호되는 경향에 있다. 그러나, 가든 검댕 떡의 여덟 겹꽃은 수꽃술도 암컷않고 감자 꽃잎이 되어 버리고 있기 위해서 생식 능력이 없다. 그 때문에, 여덟 겹과 홑겹의 유전자를 양쪽 모두 가지는 주식으로부터 채종해, 선발해야 하기 때문에, 유묘시에 감별을 실시할 필요가 있다. (통상은 50% 전후의 확률로 여덟 겹이 출현하지만, 품종에 따라서는 90% 가까운 발생률을 가지는 것도 있다)감별 방법은 유묘의 생육의 차이가 여덟 겹과 홑겹으로 다른 것을 이용해 실시하지만, 차이가 확실하지 않고, 숙련을 필요로 한다.

### 밤향스토크
밤이 되면 향기를 발하기 때문에 "나잇센티드 스토크"라고 불린다.
한해살이풀. 영국에서는 3월 ~ 5월에 종을 뿌려 5월 ~ 9월에 꽃을 피운다.